# Circuit des Champs de Bataille
Vous lisez un « bon article » labellisé en 2015.
Le Circuit cycliste des Champs de Bataille est une course cycliste qui se déroule du 28 avril au 11 mai 1919. Moins d'un an après la signature de l'armistice de la Première guerre mondiale, l'épreuve a la particularité de traverser des routes et régions meurtries par les combats. Organisé par Le Petit Journal, à l'initiative de son secrétaire Marcel Allain, le Circuit compte sept étapes, pour un parcours total de 1 981 kilomètres, dessiné et reconnu par Alphonse Steinès. Quatre-vingt-sept coureurs prennent le départ de l'épreuve à Strasbourg. Le Belge Charles Deruyter remporte trois étapes et s'adjuge le classement général final.

## Présentation

### Naissance de la course
« Le Circuit des Champs de Bataille, c'était une façon de renouer avec la vie sans quitter la mort des yeux. »

— Jean-Louis Ezine, Un ténébreux
Dès l'année 1919, au lendemain de la signature de l'armistice, les organisateurs des principales épreuves d'avant-guerre annoncent leur renaissance après plusieurs années d'interruption, à l'image de Paris-Roubaix et du Tour de France. Dans son édition du 5 janvier, le quotidien Le Petit Journal lance un projet de « Pâques sportives » qui consisterait à regrouper plusieurs épreuves sportives (football, rugby, cross-country ou encore aviation) dont le centre géographique serait situé à Strasbourg, ville redevenue française. Marcel Allain, secrétaire du Petit Journal, lance l'idée d'une course cycliste qui parcourrait les régions les plus durement touchées par la guerre, en suivant la ligne de front de 1918 de la Flandre à la Meuse en passant par la région d'Ypres, la Somme et la Champagne. C'est la naissance du Circuit cycliste des Champs de Bataille. Si le Circuit des Champs de Bataille vise à faire vivre le souvenir des années de guerre, Marcel Allain donne un autre objectif à la course, celui « d'enthousiasmer la jeunesse par le spectacle de l'effort et de l'encourager à pratiquer cette morale du corps qu'est le sport. »
Peu avant le départ de Strasbourg, la rédaction du Petit Journal souligne à nouveau le caractère exceptionnel de l'épreuve : « La plupart des coureurs sont d'anciens combattants. Ils vont revoir les théâtres de leurs exploits de héros. Ils vont aussi revoir les désastres de nos régions du Nord et de l'Est. Ils vont peut-être revoir les tranchées dans lesquelles ils ont maintenu l'ennemi et ils vont encore retrouver les mauvaises routes du front. »

### Parcours

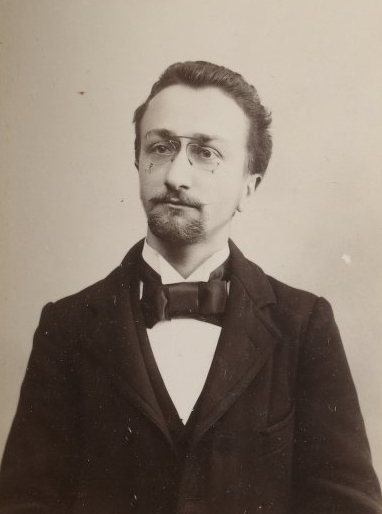
Alphonse Steinès est chargé par le Petit Journal de reconnaître le parcours.

Le Petit Journal publie une première esquisse du parcours au cours du mois de janvier, qui relie les villes de Strasbourg, Luxembourg, Bruxelles, Amiens, Paris, Bar-le-Duc et Belfort au cours de sept étapes. Le choix de Strasbourg comme ville de départ et d'arrivée révèle la volonté des organisateurs de célébrer l'Alsace redevenue française. Le passage par Belfort se veut lui aussi symbolique pour l'organisation, qui rend ainsi hommage à la résistance de la ville pendant l'occupation allemande de 1870. Alphonse Steinès, qui est notamment à l'origine du passage des coureurs du Tour de France dans les Pyrénées en 1910, est chargé par la rédaction du quotidien de reconnaître le parcours pour rendre compte de l'état des routes.
L'étape prévue entre Paris et Bar-le-Duc est celle qui inspire le plus d'inquiétudes à Alphonse Steinès car le réseau routier entre Reims et Verdun est très abîmé. Il envisage même un temps de neutraliser la course dans ce secteur, une décision finalement retirée par les organisateurs une semaine avant le départ. La traversée de la plaine de la Woëvre, dans le secteur de Pont-à-Mousson, semble elle aussi difficile après les destructions causées par les violents combats du Bois-le-Prêtre entre septembre 1914 et juillet 1915. Le mauvais état des routes constitue donc la principale difficulté du parcours, qui comporte également l'ascension du ballon d'Alsace dans la 6e étape entre Belfort et Bar-le-Duc.

### Règlement et organisation
Les responsables du Petit Journal, qui ont déjà démontré leurs compétences dans l'organisation d'épreuves sportives comme Paris-Brest-Paris ou Paris-Rouen automobile, reçoivent le soutien de la rédaction de L'Auto, organisatrice du Tour de France. Le président de la République Raymond Poincaré et le maréchal Foch apportent leur patronage à la compétition. L'épreuve reçoit également le soutien de l'Union cycliste internationale, dont le président Émile De Beukelaer est nommé juge-arbitre de la compétition. Le règlement de la course est établi avec le concours de l'Union vélocipédique de France.
Des affichettes bleues aux couleurs du Petit Journal sont installés tout au long du parcours pour indiquer leur route aux coureurs. Six voitures officielles suivent la course, dont une accueillant Marcel Allain, tandis qu'un convoi de camions transporte vêtements et matériel de rechange entre chaque ville-étape.
L'épreuve est richement dotée par les organisateurs afin d'attirer des coureurs de renom. Le vainqueur de chaque étape se voit ainsi remettre une prime de 1 000 francs, ce qui correspond notamment à la prime de victoire sur Paris-Roubaix la même année. Le vainqueur du classement général empoche 6 000 francs, le second reçoit 4 000 francs et le troisième obtient 3 000 francs, pour un total de 19 300 francs distribués aux coureurs qui arrivent à Strasbourg. L'ensemble des prix aux étapes atteint 18 000 francs, auxquels il faut ajouter les nombreux prix offerts par les villes traversées et une indemnité journalière pour les concurrents qui sont encore en course après les deux premières étapes. Le succès des coureurs dépendant également de la fiabilité et de la solidité du matériel utilisé sur des routes en mauvais état, un crédit de 12 000 francs payables en publicité dans les colonnes du Petit Journal pour la marque qui équipe le vainqueur est également annoncé par les organisateurs.

## Coureurs engagés
Cent-trente-huit coureurs sont initialement engagés, d'après une liste que publie le journal L'Auto le 27 avril, mais seulement quatre-vingt-sept d'entre eux prennent finalement le départ de Strasbourg le lendemain. Parmi ces engagés, on retrouve 48 Français, 32 Belges, 3 Suisses, 3 Luxembourgeois et un Tunisien. Dans le contexte des travaux menés par la Conférence de paix, la rédaction du Petit Journal annonce dans son édition du 7 février qu'aucun coureur originaire des pays belligérants ennemis de la France ne sera accepté, ce qui exclut de fait les coureurs allemands.
Parmi les principaux favoris de l'épreuve se trouvent trois Français : Jean Alavoine, plusieurs fois vainqueur d'étape sur le Tour de France, dont il a pris la 3e place en 1914, Paul Duboc, ancien vainqueur du Tour de Belgique, et Maurice Brocco, également vainqueur d'étape sur le Tour en 1911. Le Belge Henri Van Lerberghe, vainqueur du Tour des Flandres 1919, est lui aussi présent au départ, tout comme son dauphin Lucien Buysse et leur compatriote Charles Deruyter, 16e du Tour de France 1912 et spécialisé dans les courses d'un jour avant la guerre. Le Suisse Oscar Egg, recordman de l'heure, complète la liste des favoris. L'incertitude quant à la participation des coureurs demeure jusqu'à quelques semaines du départ, certains coureurs étant encore mobilisés. C'est le cas de Jean Alavoine, qui reçoit son ordre de démobilisation à moins de cinq semaines du départ de l'épreuve.
Bien que le plateau du Circuit des Champs de Bataille soit plutôt fourni, de nombreux coureurs de renom ont décliné l'invitation des organisateurs, à l'image d'Henri Pélissier, le vainqueur de Paris-Roubaix disputé quelques semaines plus tôt, ou encore les Belges Odile Defraye et Philippe Thys, anciens vainqueurs du Tour de France.

## Déroulement de la course

### 1reétape: Strasbourg-Luxembourg

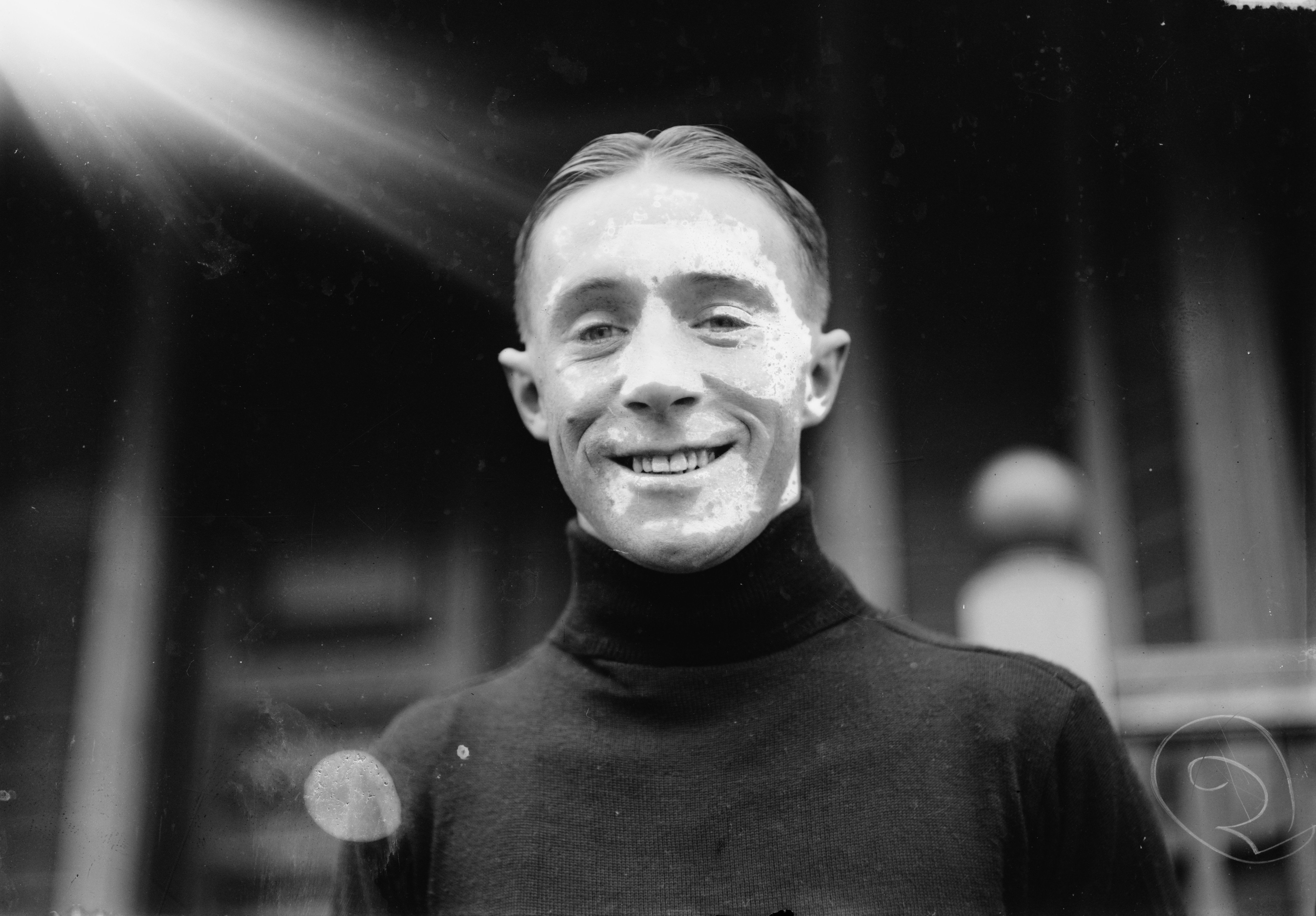
Le Suisse Oscar Egg remporte la première étape de l'épreuve.

Le départ de la 1re étape du Circuit des Champs de Bataille est donné le lundi 28 avril, à six heures du matin, devant un café de la place Broglie de Strasbourg. L'étape mène les coureurs jusqu'à Luxembourg, au terme d'un parcours de 279 kilomètres. Les conditions météorologiques froides, venteuses et pluvieuses sont très défavorables à la progression des coureurs. Le peloton est toujours groupé à Metz, où les coureurs arrivent avec une heure de retard sur l'horaire prévu, après seulement 182 kilomètres de course. Le Suisse Oscar Egg et les Belges Basile Matthys et Jules Van Hevel s'échappent tous les trois dans la vallée de la Moselle, en direction de Thionville. Oscar Egg heurte un chien et passe par-dessus son vélo, tandis que deux autres Belges, Lucien Buysse et Aloïs Verstraeten, rejoignent les deux hommes de tête. Le quatuor belge qui pense se disputer la victoire d'étape se trompe de route à proximité de la frontière luxembourgeoise. Oscar Egg repasse en tête, accompagné de José Pelletier, avant de distancer ce dernier pour s'imposer en solitaire dans la capitale luxembourgeoise. Il devance Jules Van Hevel et Lucien Buysse, tandis que José Pelletier, qui s'effondre en fin de course, termine au huitième rang. Le dernier de l'étape, Louis Ellner termine à plus de huit heures d'Oscar Egg. Dans les colonnes du Petit Journal, Marcel Allain souligne la difficulté rencontrée par les coureurs lors de cette étape : « Sous la grêle cinglante, la neige aveuglante, la boue qui empêtre, l'ornière qui étreint, ces 71 coureurs avaient fait le prodige de vaincre. »
| Classement de la première étape, | Classement de la première étape, | Classement de la première étape, | Classement de la première étape, | Classement de la première étape, |
|                                  | Coureur                          | Pays                             | Équipe                           | Temps                            |
| -------------------------------- | -------------------------------- | -------------------------------- | -------------------------------- | -------------------------------- |
| 1er                              | Oscar Egg                        | Suisse                           | '                                | en 10 h 58 min 6 s               |
| 2e                               | Jules Van Hevel                  | Belgique                         |                                  |                                  |
| 3e                               | Lucien Buysse                    | Belgique                         |                                  |                                  |
| 4e                               | Basile Matthys                   | Belgique                         |                                  |                                  |
| 5e                               | Hector Heusghem                  | Belgique                         |                                  |                                  |
| 6e                               | Albert Dejonghe                  | Belgique                         |                                  |                                  |
| 7e                               | Aloïs Verstraeten                | Belgique                         |                                  |                                  |
| 8e                               | José Pelletier                   | France                           |                                  |                                  |
| 9e                               | Albert Desmedt                   | Belgique                         |                                  |                                  |
| 10e                              | Henri Van Lerberghe              | Belgique                         |                                  |                                  |
| modifier                         |                                  |                                  |                                  |                                  |

### 2eétape: Luxembourg-Bruxelles

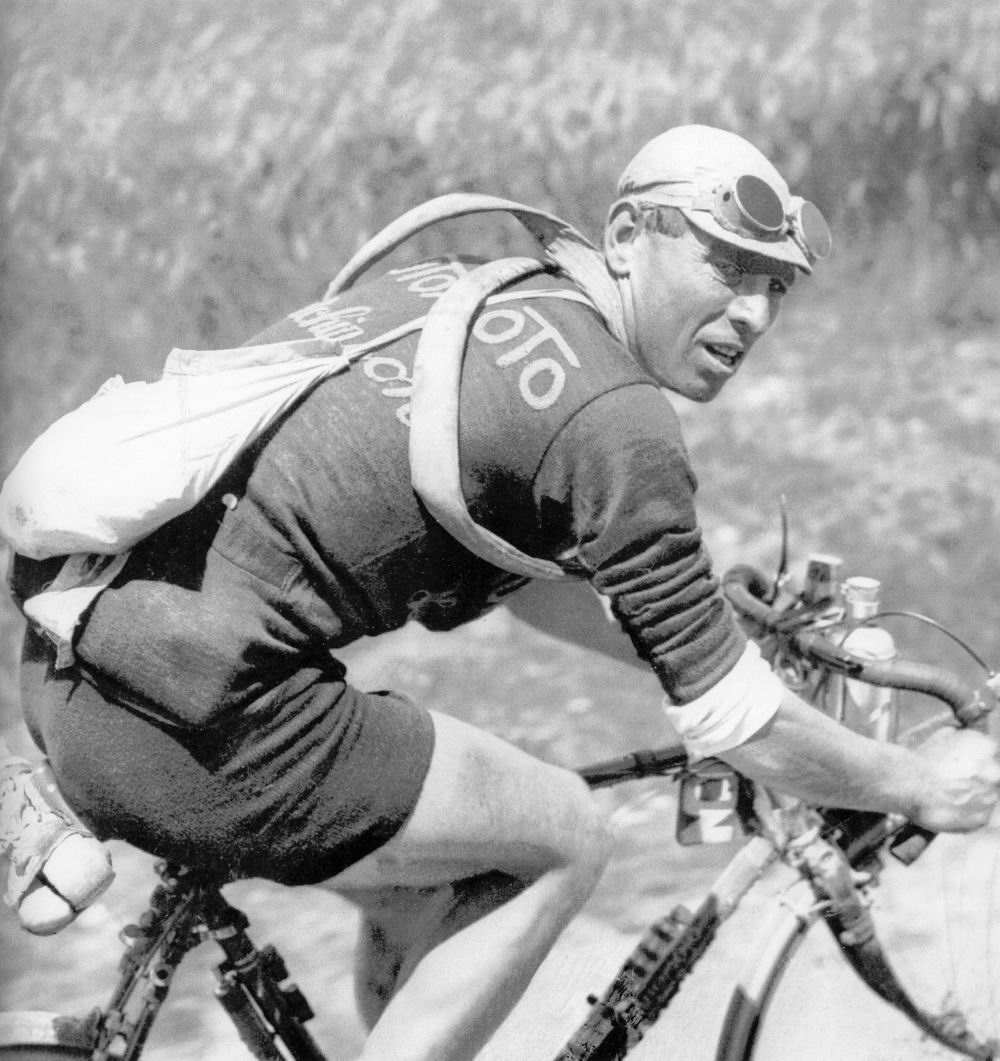
Malgré une longue échappée à travers les Ardennes, Lucien Buysse se contente de la deuxième place.

Le mercredi 30 avril, les coureurs s'élancent depuis le Café de la Paix, sur le boulevard Royal de Luxembourg, dans des conditions climatiques glaciales. Au quarantième kilomètre, Lucien Buysse et Basile Matthys s'échappent. Ce dernier est retardé sur un problème mécanique, et Lucien Buysse poursuit seul son effort pour compter jusqu'à 11 minutes d'avance sur un groupe de six coureurs, composé des Français André Huret et Fernand Lemay et des Belges Hector Heusghem, Albert Dejonghe, Urbain Anseeuw et Hubert Verdickt. Les chutes de neige redoublent alors que les coureurs traversent le massif ardennais. Après une chute et plusieurs crevaisons, Oscar Egg, leader du classement général après son succès dans la première étape, abandonne à Liège. Alors qu'en tête de la course, Lucien Buysse accuse la fatigue, Albert Dejonghe lâche les autres poursuivants et rejoint l'homme de tête peu avant Louvain. Il franchit en solitaire la ligne d'arrivée située dans le parc de Laeken, tandis que Lucien Buysse se contente de la deuxième place. Albert Dejonghe prend également la tête du classement général, avec plus de trente-deux minutes d'avance sur son dauphin. Les coureurs belges, qui occupent les six premières places du classement de l'étape, confirment leur domination. Septième de l'étape, Paul Duboc est le premier Français.
| Classement de la deuxième étape | Classement de la deuxième étape | Classement de la deuxième étape | Classement de la deuxième étape | Classement de la deuxième étape |
|                                 | Coureur                         | Pays                            | Équipe                          | Temps                           |
| ------------------------------- | ------------------------------- | ------------------------------- | ------------------------------- | ------------------------------- |
| 1er                             | Albert Dejonghe                 | Belgique                        | '                               | en 12 h 18 min 5 s              |
| 2e                              | Lucien Buysse                   | Belgique                        |                                 |                                 |
| 3e                              | Urbain Anseeuw                  | Belgique                        |                                 |                                 |
| 4e                              | Joseph Verdickt                 | Belgique                        |                                 |                                 |
| 5e                              | Jules Van Hevel                 | Belgique                        |                                 |                                 |
| 6e                              | Hector Heusghem                 | Belgique                        |                                 |                                 |
| 7e                              | Paul Duboc                      | France                          |                                 |                                 |
| 8e                              | Jules Nempon                    | France                          |                                 |                                 |
| 9e                              | Charles Deruyter                | Belgique                        |                                 |                                 |
| 10e                             | José Pelletier                  | France                          |                                 |                                 |
| modifier                        |                                 |                                 |                                 |                                 |

### 3eétape: Bruxelles-Amiens
Les 323 kilomètres de l'étape entre Bruxelles et Amiens traversent des régions durement touchées par la guerre, autour d'Ypres et dans la Somme, sur des routes rendues impraticables par les fortes pluies et les vents violents. Les 43 coureurs encore en course s'élancent de la capitale belge à 4 h 30 du matin. La sélection se fait par l'arrière et les coureurs les plus faibles sont rapidement décrochés. À l'approche des monts de Flandre, Urbain Anseeuw, Aloïs Verstraeten et Charles Deruyter s'échappent. Ce dernier lâche ses compagnons alors que la course passe à proximité de Wattrelos, sa ville natale. Il passe en tête à Lille avec trois heures de retard sur l'horaire prévu alors qu'il reste encore 120 kilomètres à parcourir. Son compatriote Albert Dejonghe, vainqueur de l'étape précédente, résiste un temps mais abandonne finalement après avoir subi des ennuis mécaniques à répétition. Maurice Brocco, un des favoris, abandonne lui aussi à Douai. Un journaliste de Sporting décrit la progression de l'homme de tête : « Il s'en va dans le « no man's land », la tempête continue. Charlot passe devant notre voiture [...] crispé sur sa machine, le regard fixe fonçant rageusement. » Charles Deruyter, comme l'ensemble des concurrents, s'arrête régulièrement pour vérifier l'état de sa bicyclette et décoller les blocs de terre qui saisissent la chaîne et les moyeux. Il franchit la ligne d'arrivée après 18 h 28 de course, soit une faible moyenne de 18,22 km/h. Paul Duboc devance au sprint Henri Van Lerberghe et Urbain Anseeuw et se classe deuxième de l'étape, concédant toutefois une heure et demie au vainqueur. Ces quatre coureurs sont les seuls à avoir parcouru l'étape en moins de 24 heures. Grâce à sa performance, Charles Deruyter s'installe solidement en tête du classement général, avec plus d'une heure d'avance sur Duboc, Van Lerberghe et Anseeuw. Les coureurs suivants, Theo Wynsdau, Jean Alavoine et José Pelletier, sont à plus de dix heures et abandonnent quasiment tout espoir de victoire finale.
| Classement de la troisième étape | Classement de la troisième étape | Classement de la troisième étape | Classement de la troisième étape | Classement de la troisième étape |
|                                  | Coureur                          | Pays                             | Équipe                           | Temps                            |
| -------------------------------- | -------------------------------- | -------------------------------- | -------------------------------- | -------------------------------- |
| 1er                              | Charles Deruyter                 | Belgique                         | '                                | en 18 h 28                       |
| 2e                               | Paul Duboc                       | France                           |                                  |                                  |
| 3e                               | Henri Van Lerberghe              | Belgique                         |                                  |                                  |
| 4e                               | Urbain Anseeuw                   | Belgique                         |                                  |                                  |
| 5e                               | Theo Wynsdau                     | Belgique                         |                                  |                                  |
| 6e                               | Jean Alavoine                    | France                           |                                  |                                  |
| 7e                               | Joseph Verdickt                  | Belgique                         |                                  |                                  |
| 8e                               | Charles Kippert                  | France                           |                                  |                                  |
| 9e                               | José Pelletier                   | France                           |                                  |                                  |
| 10e                              | Ali Neffati                      | Tunisie                          |                                  |                                  |
| modifier                         |                                  |                                  |                                  |                                  |

### 4eétape: Amiens-Paris
Vingt-huit coureurs sont présents au départ de la quatrième étape qui relie Amiens et Paris sur un parcours de 277 kilomètres. La pluie s'abat toujours sur le parcours malgré une hausse des températures par rapport aux journées précédentes. Le peloton roule à faible allure en début de course, puis Charles Deruyter et Jean Alavoine placent une attaque pour atteindre les premiers la ville de Saint-Quentin. Un groupe de poursuivants se forme autour de Paul Duboc, Lucien Buysse, Charles Kippert et Robert Asse, qui rejoignent les deux hommes de tête à l'approche de Soissons. Alors que le soleil accompagne les coureurs sur la fin de l'étape, Charles Deruyter s'échappe à nouveau en compagnie de Duboc et Alavoine à proximité de Senlis, puis distance ses deux compagnons dans la côte du Cœur-Volant, sur la commune de Louveciennes. Il s'impose en solitaire sur la piste du vélodrome du parc des Princes et conforte son avance en tête du classement général, bien que les écarts sur ses poursuivants à l'arrivée de l'étape soient relativement faibles. Quinze des vingt-quatre coureurs classés terminent à moins d'une heure du vainqueur, ce qui tend à confirmer que l'étape a été bien moins rude pour les coureurs que les précédentes.
| Classement de la quatrième étape | Classement de la quatrième étape | Classement de la quatrième étape | Classement de la quatrième étape | Classement de la quatrième étape |
|                                  | Coureur                          | Pays                             | Équipe                           | Temps                            |
| -------------------------------- | -------------------------------- | -------------------------------- | -------------------------------- | -------------------------------- |
| 1er                              | Charles Deruyter                 | Belgique                         | '                                | en 11 h 58                       |
| 2e                               | Paul Duboc                       | France                           |                                  |                                  |
| 3e                               | Jean Alavoine                    | France                           |                                  |                                  |
| 4e                               | José Pelletier                   | France                           |                                  |                                  |
| 5e                               | André Huret                      | France                           |                                  |                                  |
| 6e                               | Urbain Anseeuw                   | Belgique                         |                                  |                                  |
| 7e                               | Henri Van Lerberghe              | Belgique                         |                                  |                                  |
| 8e                               | Hector Heusghem                  | Belgique                         |                                  |                                  |
| 9e                               | Theo Wynsdau                     | Belgique                         |                                  |                                  |
| 10e                              | Charles Kippert                  | France                           |                                  |                                  |
| modifier                         |                                  |                                  |                                  |                                  |

### 5eétape: Paris-Bar-le-Duc

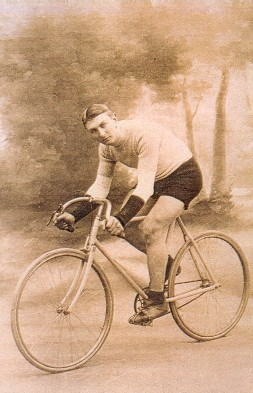
Jean Alavoine remporte la seule victoire d'étape française sur l'épreuve.

Les conditions météorologiques sont de nouveau favorables sur les 343 kilomètres du parcours de la cinquième étape entre Paris et Bar-le-Duc, dont le départ réel est donné à Noisy-le-Grand et qui traverse les champs de bataille de la Champagne, des Ardennes et de Verdun. Souffrant du dos, le deuxième du classement général, Paul Duboc, abandonne dès le début de l'étape. La course perd ainsi le principal rival de Charles Deruyter pour la victoire finale. Les premiers kilomètres de l'étape sont parcourus à faible allure, jusqu'à Vouziers. Le rythme s'accélère, permettant à un groupe de neuf coureurs, comprenant les principaux favoris, de prendre un peu d'avance en tête de course. Entre Érize-la-Petite et Érize-la-Brûlée, Charles Deruyter est victime d'une crevaison. Sous l'impulsion de Jean Alavoine, les autres coureurs roulent à vive allure pour distancer le leader du classement général. À Bar-le-Duc, sur le boulevard de La Rochelle, Jean Alavoine règle au sprint ses deux derniers compagnons d'échappée, Hector Heusghem et Albert Desmedt. C'est la première et la seule victoire d'étape française dans ce Circuit des Champs de Bataille. Septième de l'étape à moins de neuf minutes du vainqueur, Charles Deruyter reste solidement installé en tête du classement général.
| Classement de la cinquième étape | Classement de la cinquième étape | Classement de la cinquième étape | Classement de la cinquième étape | Classement de la cinquième étape |
|                                  | Coureur                          | Pays                             | Équipe                           | Temps                            |
| -------------------------------- | -------------------------------- | -------------------------------- | -------------------------------- | -------------------------------- |
| 1er                              | Jean Alavoine                    | France                           | '                                | en 15 h 53 min 23 s              |
| 2e                               | Hector Heusghem                  | Belgique                         |                                  |                                  |
| 3e                               | Albert Desmedt                   | Belgique                         |                                  |                                  |
| 4e                               | Henri Hanlet                     | Belgique                         |                                  |                                  |
| 5e                               | Henri Van Lerberghe              | Belgique                         |                                  |                                  |
| 6e                               | Urbain Anseeuw                   | Belgique                         |                                  |                                  |
| 7e                               | Charles Deruyter                 | Belgique                         |                                  |                                  |
| 8e                               | René Guénot                      | France                           |                                  |                                  |
| 9e                               | Theo Wynsdau                     | Belgique                         |                                  |                                  |
| 10e                              | André Huret                      | France                           |                                  |                                  |
| modifier                         |                                  |                                  |                                  |                                  |

### 6eétape: Bar-le-Duc-Belfort
L'ascension du ballon d'Alsace constitue la principale difficulté de la sixième étape, qui traverse également des zones durement touchées par la guerre entre Saint-Mihiel et Pont-à-Mousson. Vingt coureurs prennent le départ de l'étape au matin, tandis que José Pelletier, en retard, mettra plus de 150 kilomètres pour rattraper le peloton, qui reste longtemps groupé, aucun favori ne souhaitant assumer la responsabilité de la course. Charles Kippert, régional de l'étape, se porte en tête de la course à l'approche de Nancy. Il y remporte la prime offerte par L'Est républicain, avant d'être repris par le peloton, dont la progression s'effectue toujours de manière groupée. Avant Saint-Maurice-sur-Moselle, au pied du ballon d'Alsace, un groupe de quatre favoris se détache, composé de Charles Deruyter, Jean Alavoine, Henri Van Lerberghe et Hector Heusghem.
Ce dernier lâche ses compagnons d'échappée dans les plus forts pourcentages de l'ascension, puis est contraint de franchir les dernières centaines de mètres du col le vélo à la main en raison de la neige qui obstrue la route. Il passe au sommet avec trois minutes d'avance sur Deruyter et Van Lerberghe, une avance suffisante pour s'imposer sur le quai Vauban de Belfort malgré une chute dans la descente. Il possède même vingt minutes d'avance sur ses poursuivants à l'arrivée. Le lendemain, Marcel Allain salue la performance du coureur belge dans son édito du Petit Journal : « Seul ! Or de nous tous, plus d'une centaine, un homme, un seul a goûté dans toute la plénitude du triomphe de sa victoire et de ses muscles, la joie d'arriver dans un isolement de victoire au sommet du terrible ballon d'Alsace. Heusghem, nous dira-t-il jamais quelle fièvre lui empourpra le front quand il se vit, ayant distancé tous ses concurrents, à la limite des neiges qui devaient, une heure plus tard, arrêter sans exception toutes les voitures officielles. »
| Classement de la sixième étape | Classement de la sixième étape | Classement de la sixième étape | Classement de la sixième étape | Classement de la sixième étape |
|                                | Coureur                        | Pays                           | Équipe                         | Temps                          |
| ------------------------------ | ------------------------------ | ------------------------------ | ------------------------------ | ------------------------------ |
| 1er                            | Hector Heusghem                | Belgique                       | '                              | en 13 h 18 min 9 s             |
| 2e                             | Henri Van Lerberghe            | Belgique                       |                                |                                |
| 3e                             | Charles Deruyter               | Belgique                       |                                |                                |
| 4e                             | Jean Alavoine                  | France                         |                                |                                |
| 5e                             | Henri Hanlet                   | Belgique                       |                                |                                |
| 6e                             | René Guénot                    | France                         |                                |                                |
| 7e                             | José Pelletier                 | France                         |                                |                                |
| 8e                             | Albert Desmedt                 | Belgique                       |                                |                                |
| 9e                             | Urbain Anseeuw                 | Belgique                       |                                |                                |
| 10e                            | André Huret                    | France                         |                                |                                |
| modifier                       |                                |                                |                                |                                |

### 7eétape: Belfort-Strasbourg
Vingt-et-un  coureurs prennent le départ de la dernière étape entre Belfort et Strasbourg, la plus courte de ce Circuit des Champs de Bataille avec 163 kilomètres. Camille Leroy et Louis Ellner, arrivés hors délais à Belfort, sont repêchés par le jury et autorisés à repartir. Dès le début de l'étape, Jean Alavoine, Henri Van Lerberghe et Charles Deruyter imposent une allure rapide au peloton. Ce dernier est victime d'une crevaison à Colmar, mais revient facilement sur le groupe de tête, avant d'accélérer à Ebersheim, puis à nouveau à quarante kilomètres de l'arrivée, entre Benfeld et Matzenheim. Seul Charles Kippert est en mesure de le suivre. À Strasbourg, Charles Deruyter l'emporte au sprint pour parachever sa performance d'ensemble au cours de cette épreuve. La dernière étape est courue sous le soleil à une moyenne de 33,1 km/h. Urbain Anseeuw, discret pendant les étapes, prend pourtant la deuxième place du classement général, à plus de deux heures de Deruyter. Henri Van Lerberghe complète le podium, tandis que Jean Alavoine, troisième de l'étape, termine finalement quatrième du Circuit des Champs de Bataille.
| Classement de la septième et dernière étape | Classement de la septième et dernière étape | Classement de la septième et dernière étape | Classement de la septième et dernière étape | Classement de la septième et dernière étape |
|                                             | Coureur                                     | Pays                                        | Équipe                                      | Temps                                       |
| ------------------------------------------- | ------------------------------------------- | ------------------------------------------- | ------------------------------------------- | ------------------------------------------- |
| 1er                                         | Charles Deruyter                            | Belgique                                    | '                                           | en 4 h 55 min 10 s                          |
| 2e                                          | Charles Kippert                             | France                                      |                                             |                                             |
| 3e                                          | Jean Alavoine                               | France                                      |                                             |                                             |
| 4e                                          | Henri Hanlet                                | Belgique                                    |                                             |                                             |
| 5e                                          | Camille Leroy                               | Belgique                                    |                                             |                                             |
| 6e                                          | Ernest Paul                                 | France                                      |                                             |                                             |
| 7e                                          | José Pelletier                              | France                                      |                                             |                                             |
| 8e                                          | Albert Desmedt                              | Belgique                                    |                                             |                                             |
| 9e                                          | Theo Wynsdau                                | Belgique                                    |                                             |                                             |
| 10e                                         | René Guénot                                 | France                                      |                                             |                                             |
| modifier                                    |                                             |                                             |                                             |                                             |

## Résultats

### Les étapes
| Étape     | Date          | Villes étapes           |  | Distance (km) | Vainqueur d’étape                  | Leader du classement général |
| --------- | ------------- | ----------------------- |  | ------------- | ---------------------------------- | ---------------------------- |
| 1re étape | lun. 28 avril | Strasbourg – Luxembourg |  | 279           | Oscar Egg (10 h 58 min 6 s)        | Oscar Egg                    |
| 2e étape  | mer. 30 avril | Luxembourg – Bruxelles  |  | 301           | Albert Dejonghe (12 h 18 min 5 s)  | Albert Dejonghe              |
| 3e étape  | ven. 2 mai    | Bruxelles – Amiens      |  | 338           | Charles Deruyter (18 h 28)         | Charles Deruyter             |
| 4e étape  | dim. 4 mai    | Amiens – Paris          |  | 277           | Charles Deruyter (11 h 58)         | Charles Deruyter             |
| 5e étape  | mer. 7 mai    | Paris – Bar-le-Duc      |  | 333           | Jean Alavoine (15 h 53 min 23 s)   | Charles Deruyter             |
| 6e étape  | ven. 9 mai    | Bar-le-Duc – Belfort    |  | 313           | Hector Heusghem (13 h 18 min 9 s)  | Charles Deruyter             |
| 7e étape  | dim. 11 mai   | Belfort – Strasbourg    |  | 163           | Charles Deruyter (4 h 55 min 10 s) | Charles Deruyter             |

### Classement général
Le Belge Charles Deruyter remporte le Circuit de Champs de bataille en 89 h 56 min 47 s. Son compatriote Urbain Anseeuw termine à la deuxième place, avec un retard de 2 h 22 min 49 s. Grâce à la troisième place de Henri Van Lerberghe, les Belges assurent leur domination sur l'épreuve en plaçant trois coureurs sur le podium, et sept parmi les dix premiers.
| Classement final | Classement final    | Classement final | Classement final | Classement final    |
|                  | Coureur             | Pays             | Équipe           | Temps               |
| ---------------- | ------------------- | ---------------- | ---------------- | ------------------- |
| 1er              | Charles Deruyter    | Belgique         | '                | en 89 h 56 min 47 s |
| 2e               | Urbain Anseeuw      | Belgique         |                  | + 2 h 22 min 49 s   |
| 3e               | Henri Van Lerberghe | Belgique         |                  | + 2 h 52 min 18 s   |
| 4e               | Jean Alavoine       | France           |                  | + 10 h 41 min 12 s  |
| 5e               | Theo Wynsdau        | Belgique         |                  | + 12 h 17 min 24 s  |
| 6e               | José Pelletier      | France           |                  | + 13 h 30 min 59 s  |
| 7e               | Hector Heusghem     | Belgique         |                  | + 14 h 49 min 56 s  |
| 8e               | Albert Desmedt      | Belgique         |                  | + 15 h 30 min 26 s  |
| 9e               | Henri Hanlet        | Belgique         |                  | + 16 h 8 min 42 s   |
| 10e              | André Huret         | France           |                  | + 16 h 46 min 21 s  |
| 11e              | Charles Kippert     | France           |                  | + 18 h 17 min 37 s  |
| 12e              | René Guénot         | France           |                  | + 18 h 24 min 42 s  |
| 13e              | Ernest Paul         | France           |                  | + 22 h 25 min 2 s   |
| 14e              | Marcel Mariellonny  | Suisse           |                  | + 23 h 47 min 28 s  |
| 15e              | Séraphin Morel      | France           |                  | + 26 h 8 min 8 s    |
| 16e              | Joseph Muller       | France           |                  | + 36 h 17 min 47 s  |
| 17e              | Henri Ménager       | France           |                  | + 39 h 3 min 5 s    |
| 18e              | Robert Asse         | France           |                  | + 47 h 44 min 49 s  |
| 19e              | Arsène Pain         | France           |                  | + 52 h 23 min 7 s   |
| modifier         |                     |                  |                  |                     |

Arrivés hors-délais à Belfort, Camille Leroy et Louis Ellner sont autorisés à repartir vers Strasbourg, mais ne figurent pas au classement général.

## Réactions et retombées
Le Circuit des Champs de Bataille s'inscrit dans un mouvement de cyclisme de commémoration, né de l'enthousiasme des organisateurs de course après la victoire, à l'image du Grand Prix de l'Armistice, organisé à Strasbourg le 11 novembre 1919, et du Grand Prix de la Marne le 12 septembre 1920. L'épreuve disparaît pourtant dès 1920 dans sa formule initiale. Un Circuit des Champs de Bataille est alors organisé par L’Écho des sports le 19 septembre 1920. Il s'agit en fait d'une course d'un jour au départ de Compiègne remportée par Henri Pélissier sur un parcours de 180 kilomètres.
Charles Deruyter, considéré comme un espoir du cyclisme avant la guerre, notamment grâce à sa deuxième place sur Paris-Roubaix en 1913, démontre ainsi ses capacités à triompher dans les plus grandes épreuves sur route. Après son succès dans le Circuit des Champs de Bataille, il se consacrera pourtant principalement aux épreuves sur piste, renonçant à s'aligner sur le Tour de France. Alors que les coureurs belges affirment leur domination tout au long de l'épreuve, Charles Kippert, onzième du classement général et deuxième de la dernière étape à Strasbourg, tente d'expliquer la défaite des cyclistes français en évoquant le rôle qu'ont joué les conditions climatiques : « Nous avions des concurrents sérieux avec les Belges. Ils poussaient furieusement sous la pluie et la neige. Mais par un temps meilleur, on se serait débarrassé d'eux sans trop de peine. »
Le Circuit des Champs de Bataille est considéré comme l'une des épreuves les plus difficiles de l'histoire du cyclisme. Les mauvaises conditions météorologiques des trois premières étapes magnifient d'autant plus le courage des participants. La course est un succès et l'équipe du Le Petit Journal, autour de Marcel Allain et Alphonse Steinès, prouve sa capacité à organiser de grandes épreuves, comme par le passé. Plus encore, elle démontre la possibilité d'organiser une course par étapes dans la France des lendemains de la guerre, malgré les difficultés liées à l'hébergement et à la mauvaise qualité des routes. Henri Desgrange, patron de L'Auto qui travaille à la préparation du prochain Tour de France, se voit ainsi rassuré quant à la tenue d'une course de qualité. Marcel Allain estime que « c’est une page de plus, une page ineffaçable au livre d’or du Sport que Le Petit Journal est fier d’avoir aidé à composer. »